# Asianellus kazakhstanicus
Asianellus kazakhstanicus är en spindelart som beskrevs av Logunov, Heciak 1996. Asianellus kazakhstanicus ingår i släktet Asianellus och familjen hoppspindlar. Inga underarter finns listade.